# 昆寨苗族彝族白族乡
昆寨苗族彝族白族乡是中华人民共和国贵州省毕节市纳雍县下辖的一个民族乡。

## 行政区划
昆寨苗族彝族白族乡下辖以下村级行政区划单位：
昆寨社区、中心村、凹猪河村、长春村、长丰村、高峰村、狗场村、古苏村、关门山村、新民村、郭家冲村、夹岩村、新建河村、千秋村、宋家沟村、新店村、岩上村、永久村、永新村、治沟村、中集村、大寨村和碓窝河村。